# A.S.D. Comunale Fontanafredda
Associazione Sportiva Dilettantistica Comunale Fontanafredda, thường được gọi là Fontanafredda, là một câu lạc bộ bóng đá Ý có trụ sở tại Fontanafredda, Friuli-Venezuela .  

## Lịch sử

### Thành lập
Câu lạc bộ được thành lập vào năm 1925 với tên OND Fontanafredda và năm 1940 được đổi tên thành '"Gil Fontanafredda", năm 1945 "Club della Fonte" và năm 1963 SS Fontanafredda . 

### Serie D
Trong mùa giải 2013-14, đội đã được thăng hạng, từ Eccellenza Friuli-Venezia Giulia đến Serie D.

## Màu sắc và huy hiệu
Màu sắc của đội là đỏ và đen. 